# Газотурбинный двигатель
Газотурби́нный дви́гатель (ГТД) — это воздушный двигатель, в котором воздух сжимается нагнетателем перед сжиганием в нём топлива, а нагнетатель приводится в движение газовой турбиной, использующей энергию нагретых таким образом газов. Двигатель внутреннего сгорания с термодинамическим циклом Брайтона.
То есть сжатый воздух из нагнетателя поступает в камеру сгорания, куда подаётся топливо, которое, сгорая, образует газообразные продукты с большей энергией. Затем в газовой турбине часть энергии продуктов сгорания преобразуется во вращение турбины, которая расходуется на сжатие воздуха в нагнетателе. Остальная часть энергии может передаваться на приводимый агрегат или использоваться для создания реактивной тяги. Эта часть работы двигателя считается полезной. Газотурбинные двигатели имеют большую удельную мощность до 6 кВт/кг.
В качестве топлива используется разнообразное горючее. Например: бензин, керосин, дизельное топливо, мазут, природный газ, судовое топливо, водяной газ, спирт и измельчённый уголь.

## Основные принципы работы
Одну из простейших конструкций газотурбинного двигателя для понятия его работы можно представить как вал, на котором находится два диска с лопатками, первый диск — нагнетателя, второй — турбины, в промежутке между ними установлена камера сгорания.
Принцип работы газотурбинного двигателя:
- всасывание и сжатие воздуха в осевом нагнетателе, подача его в камеру сгорания;
- смешение сжатого воздуха с топливом для образования топливо-воздушной смеси (ТВС) и сгорание этой смеси;
- расширение газов из-за её нагрева при сгорании, что формирует вектор давления газа, направленный в сторону меньшего сопротивления (в направлении лопаток турбины), передача энергии (давления) газа лопатками турбины на диск или вал, в котором эти лопатки закреплены;
- привод во вращение диска турбины и, вследствие этого, передача крутящего момента по валу с диска турбины на диск нагнетателя.[1]

Увеличение количества подаваемого топлива (добавление «газа») вызывает генерирование большего количества газов высокого давления, что, в свою очередь, ведёт к увеличению числа оборотов турбины и диска нагнетателя и, вследствие этого, увеличению количества нагнетаемого воздуха и его давления, что позволяет подать в камеру сгорания и сжечь больше топлива. Количество топливо-воздушной смеси зависит напрямую от количества воздуха, поданного в камеру сгорания. Увеличение количества ТВС приведёт к увеличению давления в камере сгорания и температуры газов на выходе из камеры сгорания и, вследствие этого, позволяет создать бо́льшую энергию выбрасываемых газов, направленную для вращения турбины и повышения реактивной силы.
Как и во всех циклических тепловых двигателях, чем выше температура сгорания, тем выше топливный коэффициент полезного действия (если точнее, чем выше разница между «нагревателем» и «охладителем»). Сдерживающим фактором является способность стали, никеля, керамики или других материалов, из которых состоит двигатель, выдерживать температуру и давление. Значительная часть инженерных разработок направлена на то, чтобы отводить тепло от частей турбины. Большинство турбин также пытается рекуперировать тепло выхлопных газов, которое, в противном случае, теряется впустую. Рекуператоры — это теплообменники, которые передают тепло выхлопных газов сжатому воздуху перед сгоранием. Также существует и другой способ утилизации тепла остаточных газов — подача в паровой котёл-утилизатор. Генерируемый котлом пар может быть передан паровой турбине для выработки дополнительной энергии в комбинированном цикле на парогазовой установке, либо использоваться для нужд отопления и ГВС в комбинированном производстве тепла и электроэнергии (когенерация) на газотурбинной ТЭЦ.
Чем меньше двигатель, тем выше должна быть частота вращения вала(ов), необходимая для поддержания максимальной линейной скорости лопаток, так как длина окружности (путь, проходимый лопатками за один оборот), прямо зависит от радиуса ротора. Максимальная скорость турбинных лопаток определяет максимальное давление, которое может быть достигнуто, что приводит к получению максимальной мощности независимо от размера двигателя. Вал реактивного двигателя вращается с частотой около 10 000 об/мин и микротурбина — с частотой около 100 000 об/мин.
Для дальнейшего развития авиационных и газотурбинных двигателей рационально применять новые разработки в области высокопрочных и жаропрочных материалов для возможности повышения температуры и давления. Применения новых типов камер сгорания, систем охлаждения, уменьшения числа и массы деталей и двигателя в целом возможно в прогрессе применение альтернативных видов топлива, изменение самого представления конструкции двигателя.

### Газотурбинная установка (ГТУ) с замкнутым циклом
В ГТУ с замкнутым циклом рабочий газ циркулирует без контакта с окружающей средой. Нагрев (перед турбиной) и охлаждение (перед нагнетателем) газа производится в теплообменниках. Такая система позволяет использовать любой источник тепла (например, газоохлаждаемый ядерный реактор). Если в качестве источника тепла используется сгорание топлива, то такое устройство называют двигателем внешнего сгорания. На практике ГТУ с замкнутым циклом используются редко.

### Газотурбинная установка (ГТУ) с внешним сгоранием
Большинство ГТУ представляют собой двигатели внутреннего сгорания, но также возможно построить ГТУ внешнего сгорания, которая фактически является газотурбинной версией теплового двигателя.
При внешнем сгорании в качестве топлива используется пылевидный уголь или мелкоистолчённая биомасса (например, опилки). Внешнее сжигание газа используется как непосредственно, так и косвенно. В прямой системе сквозь турбину проходят продукты сгорания. В косвенной системе используется теплообменник, и через турбину проходит чистый воздух. Тепловой КПД ниже в системе внешнего сгорания косвенного типа, однако лопасти не подвергаются воздействию продуктов сгорания.

### Одновальные и многовальные газотурбинные двигатели
Простейший газотурбинный двигатель имеет только один вал, куда устанавливается турбина, которая приводит во вращение нагнетатель и одновременно является источником полезной мощности. Это накладывает ограничение на режимы работы двигателя.
Иногда двигатель выполняется многовальным. В этом случае имеется несколько последовательно стоящих турбин, каждая из которых приводит свой вал. Турбина высокого давления (первая после камеры сгорания) всегда приводит в движение нагнетатель двигателя, а последующие могут приводить как внешнюю нагрузку (винты вертолёта или корабля, мощные электрогенераторы и так далее), так и дополнительные каскады нагнетателя самого двигателя, расположенные перед основным. Разбиение нагнетателя на каскады (каскад низкого давления, каскад высокого давления — КНД и КВД соответственно, иногда между ними помещается каскад среднего давления, КСД, как, например, в двигателе НК-32 самолёта Ту-160) позволяет избежать помпажа на частичных режимах.
Также преимущество многовального двигателя в том, что каждая турбина работает при оптимальной скорости вращения и нагрузке. При нагрузке, приводимой от вала одновального двигателя, была бы очень плохая приёмистость двигателя, то есть способность к быстрой раскрутке, так как турбине требуется поставлять мощность и для обеспечения двигателя большим количеством воздуха (мощность ограничивается количеством воздуха), и для разгона нагрузки. При двухвальной схеме лёгкий ротор высокого давления быстро выходит на режим, обеспечивая двигатель воздухом, а турбину низкого давления — большим количеством газов для разгона. Также есть возможность использовать менее мощный стартёр для разгона при пуске только ротора высокого давления.

### Система запуска
Для запуска ГТД нужно раскрутить его ротор до определённых оборотов, чтобы нагнетатель начал подавать достаточное количество воздуха (в отличие от объёмных нагнетателей, подача инерционных (динамических) нагнетателей квадратично зависит от частоты вращения и поэтому на малых оборотах практически отсутствует), и поджечь подаваемое в камеру сгорания топливо. Со второй задачей справляются свечи зажигания, зачастую установленные на специальных пусковых форсунках, а раскрутка выполняется стартером той или иной конструкции:
- электростартер, зачастую являющийся стартёр-генератором, то есть после запуска переключающимся в режим генератора постоянного тока 27 вольт. Таковы, например, ГС-24 вспомогательного двигателя ТА-6Б или СТГ-18 турбовинтового двигателя АИ-24 самолёта Ан-24;
- воздушный турбостартер (ВТС) — небольшая воздушная турбина, получающая воздух от системы отбора (от ВСУ или соседнего работающего двигателя) или наземной установки воздушного запуска (УВЗ). Такие стартёры стоят на двигателях Д-30КП самолёта Ил-76, ТВ3-117 вертолётов Ми-8 и Ми-24 и многих других;
- турбостартер (ТС) — небольшой турбовальный двигатель, рассчитанный только на раскрутку ротора основного двигателя, на котором он и установлен. Такие стартёры стоят, например, на двигателе АИ-25ТЛ учебно-тренировочного самолёта L-39 и НК-12МВ дальнего бомбардировщика Ту-95. Сам ТС имеет электрозапуск.[6]

## Типы газотурбинных двигателей

### Турбореактивный двигатель
ГТД, в котором химическая энергия топлива преобразуется в кинетическую энергию струй газов, вытекающих из реактивного сопла. Тягу в любом ТРД создаёт только сила реакции вытекающих из сопла газов со скоростью, всегда превышающей скорость полёта. Турбореактивный двигатель объединяет в себе и двигатель и движитель.
Турбореактивные двигатели (далее — ТРД) классифицируются по числу контуров, которых может быть один, два или три. Число контуров важно в контексте технического описания того или иного конкретного ТРД, но в случае обобщённого упоминания число контуров значения не имеет, и любой ТРД любой контурности в таком случае может быть назван просто турбореактивным. ТРД могут иметь более одного вала, но классификация по числу валов является узкоспециальной и в широком обиходе не используется.

#### Турбореактивный одноконтурный двигатель
ТРД с единственным контуром, в котором вся энергия сгорания топлива преобразуется в кинетическую энергию струй газов, вытекающих из реактивного сопла. Область применения — любые самолёты от дозвуковых гражданских до сверхзвуковых боевых.

#### Турбореактивный двухконтурный двигатель
ТРД с внутренним и наружным контурами, в котором часть энергии сгорания топлива, подводимого во внутренний контур, преобразуется в механическую работу для привода вентилятора наружного контура. Важной характеристикой двухконтурных ТРД является степень двухконтурности, предполагающая соотношение объёмов воздуха, проходящих через наружный и внутренний контуры. В любом случае смешение потоков каждого контура происходит до сопла.  Двухконтурность позволяет ТРД быть более экономичным на дозвуковых и трансзвуковых скоростях полёта. Область применения — любые самолёты от дозвуковых гражданских до сверхзвуковых боевых. Аббревиатура — ТРДД.

#### Турбореактивный трёхконтурный двигатель
ТРД с внутренним, промежуточным и наружным контурами, в котором часть энергии сгорания топлива, подводимого во внутренний контур, преобразуется в механическую работу для привода вентиляторов промежуточного и  наружного контуров.  Аббревиатура — ТРТД.

#### Турбореактивный двигатель с форсажной камерой
ТРД, в котором помимо основной камеры сгорания имеется дополнительная форсажная камера сгорания, расположенная перед реактивным соплом. Функция форсажной камеры — кратковременное увеличение силы тяги. Может комбинироваться с двигателем любой контурности. Область применения — боевые сверхзвуковые самолёты. Аббревиатура — ТРДФ, ТРДДФ.

### Турбовентиляторный двигатель
Турбовентиляторный реактивный двигатель (ТВРД) — это ТРДД со степенью двухконтурности m=2—15 (m=15 RR UltraFan). Здесь нагнетатель низкого давления преобразуется в вентилятор, отличающийся от нагнетателя меньшим числом ступеней и большим диаметром, и горячая струя практически не смешивается с холодной. Применяется в гражданской авиации, двигатель имеет большой назначенный ресурс и малый удельный расход топлива на дозвуковых скоростях.

#### Турбовинтовентиляторный двигатель
Дальнейшим развитием ТВРД с увеличением степени двухконтурности m=20—90 является турбовинтовентиляторный двигатель (ТВВД). В отличие от турбовинтового двигателя, лопасти двигателя ТВВД имеют саблевидную форму, что позволяет перенаправить часть воздушного потока в нагнетатель и повысить давление на входе нагнетателя. Такой двигатель получил название винтовентилятор и может быть как открытым, так и закапотированным кольцевым обтекателем. Второе отличие — винтовентилятор приводится от турбины не напрямую, а, как винт, через редуктор. Двигатель наиболее экономичен, но при этом крейсерская скорость полёта ЛА, с такими типами двигателей, обычно не превышает 550 км/ч, имеются более сильные вибрации и «шумовое загрязнение».
Пример ТВВД — Д-27 грузового самолёта Ан-70.

### Турбовинтовой двигатель
В турбовинтовом двигателе (ТВД) основное тяговое усилие обеспечивает воздушный винт, соединённый через редуктор с валом турбонагнетателя. Для этого используется турбина с увеличенным числом ступеней, так что расширение газа в турбине происходит почти полностью и только 10—15 % тяги обеспечивается за счёт газовой струи.
Турбовинтовые двигатели гораздо более экономичны на малых скоростях полёта и широко используются для самолётов, имеющих большую грузоподъёмность и дальность полёта — например, Ан-12, Ан-22, C-130. Крейсерская скорость самолётов, оснащённых ТВД, 500—700 км/ч.

### Вспомогательная силовая установка(ВСУ)
ВСУ — небольшой газотурбинный двигатель, являющийся автономным источником энергии на борту.
Простейшие ВСУ могут выдавать только сжатый воздух, отбираемый от нагнетателя турбины, который используется для запуска маршевых (основных) двигателей, либо для работы системы кондиционирования на земле (пример, ВСУ типа АИ-9, применяемая на вертолётах и самолёте Як-40). Более сложные ВСУ, помимо источника сжатого воздуха, выдают электрический ток в бортовую сеть, то есть являются полноценным автономным энергоузлом, обеспечивающем нормальное функционирование всех бортовых систем самолёта без запуска основных двигателей, а также при отсутствии наземных аэродромных источников энергии. Такова, например, ВСУ ТА-12 самолётов Ан-124, Ту-95МС, Ту-204, Ан-74 и других.

### Турбовальный двигатель
В отличие от всех остальных типов ГТД, турбовальный двигатель не создаёт реактивной тяги, его выхлопное устройство не является соплом, а вся полезная мощность снимается в виде вращения выходного вала. Чаще всего у такого двигателя турбина состоит из двух механически не связанных частей, связь между которыми газодинамическая. Газовый поток после выхода из камеры сгорания вращает первую турбину, отдаёт часть своей мощности для вращения нагнетатель, далее направляется во вторую, вал которой выходит за пределы корпуса двигателя и приводит в движение полезную нагрузку.
Выходной вал ТВаД, с которого снимается вся полезная мощность, может быть направлен как назад, через канал выходного устройства, так и вперёд, либо через полый вал турбонагнетателя, либо через редуктор вне корпуса двигателя.
Редуктор — непременная принадлежность турбовального двигателя. Скорость вращения как ротора турбонагнетателя, так и ротора свободной турбины велика настолько, что это вращение не может быть напрямую передано на приводимые агрегаты. Они просто не смогут выполнять свои функции и даже могут разрушиться. Поэтому между свободной турбиной и полезным агрегатом обязательно ставится редуктор для снижения частоты вращения приводного вала.
Нагнетатель у ТВаД может быть осевым (если двигатель мощный) либо центробежным. Часто нагнетатель бывает и смешанным по конструкции, в нём есть как осевые, так и центробежные ступени. В остальном принцип работы этого двигателя такой же, как и у ТРД.
Основное применение турбовальный двигатель находит в авиации — на вертолётах, а также в турбостартерах для других ГТД; в судостроении — на газотурбоходах; в электроэнергетике на газотурбинных ТЭЦ, парогазовых установках, в виде микротурбины в составе микротурбогенераторов; на насосных станциях для перекачки природного газа. Изредка применяется на железнодорожном транспорте — на газотурбовозах, а также на автотранспорте и военной технике в качестве силовой установки.
На вертолёте полезной нагрузкой является несущий винт. Наиболее известными примерами могут служить широко распространённые вертолёты Ми-8 и Ми-24 с двигателями ТВ2-117 и ТВ3-117. Двигатели современных турбовинтовых самолётов также являются турбовальными, где привод воздушного винта производится от свободной турбины, а реактивная тяга отработавших газов не используется. Преимущества такой схемы: унификация с вертолётными двигателями, гораздо лучшие условия для запуска и выхода в рабочий режим (нет необходимости проворачивать воздушный винт), гораздо лучшая газодинамическая устойчивость, более простая и компактная конструкция, так как газогенератор может работать на больших оборотах, а свободная турбина — на сравнительно малых, возможность использования мощности газогенератора запущенного двигателя (при заторможенном воздушном винте) для нужд самолетных систем на земле.

#### Турбостартёр
ТС — агрегат, устанавливаемый на газотурбинном двигателе и предназначенный для его раскрутки при запуске.
Такие устройства представляют собой миниатюрный, простой по конструкции турбовальный двигатель, свободная турбина которого раскручивает ротор основного двигателя при его запуске. В качестве примера: турбостартёр ТС-21, используемый на двигателе АЛ-21Ф-3, который устанавливается на самолёты типа Су-24, или ТС-12, устанавливаемый на авиационные двигатели НК-12 самолётов Ту-95 и Ту-142. ТС-12 имеет одноступенчатый центробежный нагнетатель, двухступенчатую осевую турбину привода нагнетателя и двухступенчатую свободную турбину. Номинальные обороты ротора нагнетателя в начале запуска двигателя — 27 тысяч мин−1, по мере раскрутки ротора НК-12 за счёт роста оборотов свободной турбины ТС-12 противодавление за турбиной нагнетателя падает и обороты возрастают до 30 тысяч мин−1.
Турбостартёр ГТДЭ-117 двигателя АЛ-31Ф также выполнен со свободной турбиной, а стартёр С-300М двигателя АМ-3, стоявшего на самолётах Ту-16, Ту-104 и М-4 — одновальный и раскручивает ротор двигателя через гидромуфту.

#### Судовые установки
Используются в судовой промышленности для снижения веса. General Electric LM2500 и LM6000 — характерные модели этого типа машин.
Суда, использующие турбовальные газотурбинные двигатели называют газотурбоходами. Они являются разновидностью теплохода. Это чаще всего суда на подводных крыльях, у которых гребной винт приводит в движение турбовальный двигатель механически через редуктор или электрически через генератор, который он вращает. Либо это суда на воздушной подушке, которая создаётся при помощи ГТД.
Например, газотурбоход «Циклон-М» с 2 газотурбинными двигателями ДО37.
Пассажирских газотурбоходов за советскую историю было всего два. Последнее очень перспективное судно «Циклон-М» появилось в 1986 году. Более таких судов не строили. В военной сфере в этом плане дела обстоят несколько лучше. Примером является десантный корабль «Зубр», самое большое в мире судно на воздушной подушке.

#### Железнодорожные установки
Локомотивы, на которых стоят турбовальные газотурбинные двигатели, называются газотурбовозами (разновидность тепловоза). На них используется электрическая передача. ГТД вращает электрогенератор, а вырабатываемый им ток, в свою очередь, питает электродвигатели, приводящие локомотив в движение. В 1960-е годы в СССР проходили довольно успешную опытную эксплуатацию три газотурбовоза. Два пассажирских и один грузовой. Однако они не выдержали соревнования с электровозами и в начале 1970-х годов проект был свёрнут. Но в 2007 году по инициативе ОАО «РЖД» был изготовлен опытный образец грузового газотурбовоза, работающий на сжиженном природном газе. ГТ1 успешно прошёл испытания, позднее был построен второй газотурбовоз, с той же силовой установкой, но на другой ходовой части, машины эксплуатируются.

#### Перекачка природного газа
Принцип работы газоперекачивающей установки практически не отличается от турбовинтовых двигателей, ТВаД используются здесь в качестве привода мощных насосов, а в качестве топлива используется тот же самый газ, который они перекачивают. В отечественной промышленности для этих целей широко применяются двигатели, созданные на базе авиационных — НК-12 (НК-12СТ), НК-32 (НК-36СТ), так как на них можно использовать детали авиадвигателей, выработавшие свой лётный ресурс.

#### Электростанции
Турбовальный газотурбинный двигатель может использоваться для привода электрогенератора на электростанциях, основу которой составляют один или несколько таких двигателей. Такая электростанция может иметь электрическую мощность от двадцати киловатт до сотен мегаватт.
Однако, термодинамический КПД газотурбинного двигателя в чистом виде достаточно мал для эффективного применения в энергетике. Значительная часть энергии уносится в виде тепла выхлопных газов, имеющих высокую температуру. Поэтому ГТД чаще всего применяется в составе парогазовых установок, в которой выхлопной газ подаётся в котёл-утилизатор, вырабатывающий пар высокого давления, который используется для дополнительной выработки электроэнергии. Термодинамический КПД такой установки совместной выработки может достигать 55..60 %, по этой причине ГТД в составе ПГУ широко применяются на электростанциях.
Помимо этого, тепло выхлопных газов ГТД может применяться для нужд теплоснабжения, в этом случае станция называется газотурбинной ТЭЦ.

#### Танкостроение
Первые исследования в области применения газовой турбины в танковых двигателях проводились в Германии Управлением вооружённых сухопутных сил начиная с середины 1944 года. Первым массовым танком с газотурбинным двигателем стал шведский танк Strv. 103.
Турбовальные двигатели (ТВаД) установлены на советском танке Т-80 (двигатель ГТД-1000Т и ГТД-1250Т) и американском М1 Абрамс(двигатель AGT-1500). Газотурбинные двигатели, устанавливаемые на танках, имеют при схожих с дизельными размерах гораздо бо́льшую мощность, меньший вес и меньшую шумность, меньшую дымность выхлопа. Также ТВаД лучше удовлетворяет требованиям многотопливности, гораздо легче запускается, — оперативная готовность танка с ГТД, то есть запуск двигателя и последующий вход в рабочий режим всех его систем, занимает несколько минут, что для танка с дизельным двигателем в принципе невозможно, а в зимних условиях при низких температурах дизелю требуется достаточно длительный предпусковой прогрев, который не требуется ТВаД. Из-за отсутствия жёсткой механической связи турбины и трансмиссии на застрявшем или просто упёршемся в препятствие танке двигатель не глохнет. В случае попадания воды в двигатель (утоплении танка) достаточно выполнить так называемую холодную прокрутку ГТД для удаления воды из газовоздушного тракта и после этого двигатель можно запускать — на танке с дизельным двигателем в аналогичной ситуации происходит гидроудар, ломающий детали цилиндро-поршневой группы и непременно требующий замены двигателя.
Однако из-за низкого КПД газотурбинных двигателей, установленных на тихоходных (в отличие от самолётов) транспортных средствах, требуется гораздо большее количество возимого топлива для сравнимого с дизельным двигателем километрового запаса хода. Именно из-за расхода топлива, невзирая на все достоинства, танки типа Т-80 поэтапно выводятся из эксплуатации. Неоднозначным оказался опыт эксплуатации танковых ТВаД М1 Абрамс в условиях высокой запылённости (например в песчаных пустынях). В отличие от него, Т-80 благополучно может эксплуатироваться в условиях высокой запылённости, — конструктивно хорошо продуманная система очистки поступающего в двигатель воздуха на Т-80 надёжно защищает ГТД от песка и пыли. «Абрамсы», напротив, «задохнулись» — во время двух кампаний в Иракe при прохождении пустынь довольно много «Абрамсов» вставали, так как, требовалось время на очистку фильтров двигателей от песка.

#### Автостроение
Множество экспериментов проводилось с автомобилями, оснащёнными газовыми турбинами.
В 1950 году дизайнер Ф. Р. Белл и главный инженер Морис Вилкс в британской компании Rover Company анонсировали первый автомобиль с приводом от газотурбинного двигателя. Двухместный JET1 имел двигатель, расположенный позади сидений, решётки воздухозаборника по обеим сторонам машины, и выхлопные отверстия на верхней части хвоста. В ходе испытаний автомобиль достиг максимальной скорости 140 км/ч, на скорости турбины 50000 об/мин. Автомобиль работал на бензине, парафиновом или дизельном маслах, но проблемы с потреблением топлива оказались непреодолимыми для производства автомобилей. В настоящее время он выставлен в лондонском Музее науки.
Команды Rover и British Racing Motors (Формула-1) объединили усилия для создания Rover-BRM, автомобиля с приводом от газовых турбин, который принял участие в гонке 24 часа Ле-Мана 1963 года, управляемого Грэмом Хиллом и Гитнером Ричи. Этот автомобиль показал среднюю скорость 173 км/ч, максимальную — 229 км/ч.
Американские компании Ray Heppenstall, Howmet Corporation и McKee Engineering объединились для совместной разработки собственных газотурбинных спортивных автомобилей в 1968 году, Howmet TX приняла участие в нескольких американских и европейских гонках, в том числе завоевав две победы, а также принимала участие в гонке 24 часа Ле-Мана 1968 года. Автомобили использовали газовые турбины Continental Motors Company, благодаря которым, в конечном итоге, ФИА было установлено шесть мировых рекордов скорости для машин с приводом от турбин.
На гонках автомобилей с открытыми колёсами, революционное полноприводное авто 1967 года STP Oil Treatment Special с приводом от турбины, специально подобранной легендой гонок Эндрю Гранателли и управляемое Парнелли Джонсом, почти выиграло в гонке «Инди-500»; авто с турбиной STP компании Pratt & Whitney обгоняло почти на круг авто, шедшее вторым, когда у него неожиданно отказала коробка передач за три круга до финишной черты. В 1971 году глава компании Lotus Колин Чепмен представил авто Lotus 56B F1, с приводом от газовой турбины Pratt & Whitney. У Чепмена была репутация создателя машин-победителей, но он вынужден был отказаться от этого проекта из-за многочисленных проблем с инерционностью турбин (турболагом).
Оригинальная серия концептуальных авто General Motors Firebird была разработана для автовыставки Моторама 1953, 1956, 1959 годов, с приводом от газовых турбин.
Единственная серийная модель «семейного» газотурбинного автомобиля для использования на дорогах общего пользования была выпущена Chrysler в 1963—1964 года. Компания передала пятьдесят собранных вручную машин в кузовах итальянского ателье Ghia добровольцам, которые испытывали новинку в обычных дорожных условиях до января 1966 года. Эксперимент прошёл удачно, но компания, не располагавшая средствами для постройки нового моторного производства, отказалась от массового выпуска автомобиля с ГТД. После ужесточения экологических стандартов и взрывного роста цен на нефть компания, с трудом пережившая финансовый кризис, отказалась от продолжения разработок.

## История создания ГТД
В 1791 году английский изобретатель Джон Барбер получил патент за номером 1833, в котором описал первую газовую турбину.
В 1892 году русский инженер П. Д. Кузьминский конструировал и построил первый в мире ГТД с газовой реверсивной турбиной радиального типа с 10 ступенями давления. Турбина должна была работать на парогазовой смеси, которая получалась в созданной им же камере сгорания — «газопаророде».
В 1906—1908 году русский инженер В. В. Кароводин сконструировал газовую турбину взрывного типа (турбину постоянного объёма). Безнагнетательный ГТД Кароводина с 4 камерами прерывистого сгорания и газовой турбиной при 10 000 об/мин развивал мощность 1,2 квт (1,6 л. с.).
В 1909 году русский инженер Н. Герасимов запатентовал ГТД, использующийся для реактивного движения, то есть по сути — первый турбореактивный двигатель (привилегия № 21021, 1909 г.).
В 1913 г., М. Н. Никольский спроектировал газотурбинный двигатель мощностью 120 кВт (160 л. с.), у которого было три ступени газовой турбины.
Дальнейшие усовершенствования в конструкцию газотурбинных двигателей внесли В. И. Базаров (1923 г.), В. В. Уваров и Н. Р. Брилинг (1930—1936 гг.).
В 1930-е годы огромный вклад в развитие газотурбинных технологий внесла группа конструкторов под руководством академика АН СССР А. М. Люльки. Главные работы конструктора касались турбореактивных двигателей с центробежным лопастным нагнетателем, которые стали основными для авиации.

## Контроль параметров работы ГТД
Как и у любого теплового двигателя, у ГТД есть множество параметров, которые необходимо контролировать для эксплуатации двигателя в безопасных, а по возможности и экономичных режимах. Измеряются с помощью приборов контроля.
- Обороты — контролируются для оценки режима работы двигателя и недопущения опасных режимов. У многовальных двигателей, как правило, контролируются обороты всех валов — например, на Як-42 для контроля оборотов всех трёх валов каждого двигателя Д-36 установлен трёхстрелочный тахометр ИТА-13[33], на Ан-72 и Ан-74, оснащённых такими же двигателями Д-36 — три двухстрелочных тахометра, два стоят на приборной доске пилотов и показывают один обороты роторов вентиляторов, второй обороты роторов ВД, третий установлен на пульте предполётной подготовки и показывает обороты роторов НД.
- Температура выходящих газов (ТВГ) — температура газов за турбиной двигателя, как правило, за последней ступенью[5], так как температура перед турбиной слишком высока для надёжного измерения. Температура газов показывает тепловую нагрузку на турбину и измеряется с помощью термопар. Также от термопар может работать автоматика, срезающая расход топлива или вовсе выключающая двигатель при превышении ТВГ — СОТ-1 на двигателе ТА-6[1], РТ-12 на двигателе НК-8 и так далее.

## Конструкторы газотурбинных двигателей и основанные ими КБ
- Соловьёв, Павел Александрович (АО «Авиадвигатель»)
- Уиттл, Фрэнк (Power Jets Ltd)
- Охайн, Ханс-Иоахим Пабст фон (Heinkel Strahltriebwerke)
- Франц, Ансельм[англ.] (Jumo)
- Колосов, Сергей Дмитриевич (ГП «Зоря — Машпроект»)
- Кухто, Николай Кузьмич (ГП «Зоря — Машпроект»)
- Климов, Владимир Яковлевич (АО «Климов»)
- Кузнецов, Николай Дмитриевич (ОАО «Кузнецов»)
- Люлька, Архип Михайлович (НПО «Сатурн»)